# Neue Pizzicato-Polka
Die Neue Pizzicato-Polka ist eine Polka von Johann Strauss Sohn (op. 449). Das Werk wurde möglicherweise im Frühjahr 1892 im Hansa-Saal in Hamburg erstmals aufgeführt.

## Einzelnachweis
1. ↑  Quelle: Englische Version des Booklets (Seite 17) in der 52 CDs umfassenden Gesamtausgabe der Orchesterwerke von Johann Strauß (Sohn), Hrsg. Naxos (Label). Das Werk ist als elfter Titel auf der 2. CD zu hören.